# 大翅深海珠目魚
大翅深海珠目魚（学名：Benthalbella macropinna）為輻鰭魚綱仙女魚目帆蜥魚亞目珠目魚科的一種，分布於南冰洋至南緯35°海域，屬深海底棲性魚類，深度0-840公尺，體長可達24公分，棲息在中層水域，生活習性不明。